# Мамаев, Павел Константинович
Па́вел Константи́нович Мама́ев (род. 17 сентября 1988[…], Шишкин Лес, Московская область) — российский футболист, полузащитник. Чемпион России, трёхкратный обладатель Кубка России, двукратный обладатель Суперкубка России.
Один из самых скандальных футболистов России, известный своими агрессивными выходками в компании с другим футболистом Александром Кокориным.

## Биография
Воспитанник ФШМ. Участник чемпионата Европы 2007 среди юношей до 19 лет. Стал одним из 16 футболистов, кому удалось забить в 17 лет в высшей лиге чемпионата России — 16 апреля 2006 года Павел отличился за «Торпедо» в матче против «Крыльев Советов».
В начале 2007 перешёл в ЦСКА, был заявлен летом. Дебютировал 29 июля 2007 в домашнем матче против клуба «Химки», выйдя в основном составе. Первый гол за ЦСКА забил в матче против раменского «Сатурна» 10 августа 2008 года.
В октябре 2011 Мамаев по дисциплинарным причинам был переведён в молодёжный состав ЦСКА.
В 2012 году вёл переговоры с несколькими европейскими клубами по поводу своего трансфера, в частности, его трансфер в «Манчестер Юнайтед» был готов на 80 % — у него уже был подписан контракт, а потом выяснилось, что не хватает матчей за сборную. С тех пор Мамаев перестал проходить в основной состав своей команды и в итоге был отдан в аренду (с правом выкупа контракта) в «Краснодар», где стал игроком основного состава. Смог отличиться в игре против ЦСКА 27 октября 2013 года (5:1), забив «гол престижа». «Краснодар» планировал выкупить контракт футболиста у московского клуба, что и сделал по окончании осенней части чемпионата. 16 апреля в полуфинале Кубка России против ЦСКА (0:1), который закончился победой «Краснодара», получил разрыв ахиллова сухожилия и выбыл из игры на пять месяцев. 2 октября 2014 года вернулся на поле в матче с «Эвертоном».
20 сентября 2019 года «Краснодар» расторг контракт с Мамаевым по взаимному согласию сторон.
28 сентября 2019 года Мамаев заключил двухлетний контракт с клубом «Ростов».
17 ноября 2019 года впервые вышел на футбольное поле в товарищеском матче против «Краснодара», провёл 53 минуты, после чего был заменен. В официальных матчах он не мог принимать участие до второго круга чемпионата России, так как не был заявлен в установленное время.
9 марта 2020 года в своём первом официальном матче за «Ростов» против ЦСКА вышел на замену и через пять минут отличился с передачи Эльдора Шомуродова, принеся победу команде 3:2.
В декабре 2021 года «Химки» объявили о подписании контракта. Мамаев провёл одну игру в чемпионате, после чего завершил игровую карьеру.
В июне 2023 года стал участником и впоследствии победителем реалити-шоу «Выжить в Дубае» на телеканале «ТНТ».

### Выступления за сборную
В мае 2009 года впервые получил вызов в основную сборную страны. 17 ноября 2010 года дебютировал в составе национальной сборной России против сборной Бельгии. Играл на чемпионате Европы 2016 года. 

## Статистика

### Клубная
| Выступление      | Выступление      | Выступление      | Чемпионат | Чемпионат | Кубки | Кубки | Еврокубки | Еврокубки | Итого | Итого |
| Клуб             | Лига             | Сезон            | Игры      | Голы      | Игры  | Голы  | Игры      | Голы      | Игры  | Голы  |
| ---------------- | ---------------- | ---------------- | --------- | --------- | ----- | ----- | --------- | --------- | ----- | ----- |
| Торпедо (Москва) | Премьер-лига     | 2005             | 13        | 0         | 2     | 0     | —         | —         | 15    | 0     |
| Торпедо (Москва) | Премьер-лига     | 2006             | 27        | 3         | 4     | 1     | —         | —         | 31    | 4     |
| Торпедо (Москва) | Первый дивизион  | 2007             | 4         | 0         | 2     | 0     | —         | —         | 6     | 0     |
| Торпедо (Москва) | Итого            | Итого            | 44        | 3         | 8     | 1     | 0         | 0         | 52    | 4     |
| ЦСКА (Москва)    | Премьер-лига     | 2007             | 4         | 0         | 0     | 0     | 1         | 0         | 5     | 0     |
| ЦСКА (Москва)    | Премьер-лига     | 2008             | 17        | 2         | 2     | 0     | 5         | 0         | 24    | 2     |
| ЦСКА (Москва)    | Премьер-лига     | 2009             | 28        | 2         | 3     | 0     | 9         | 0         | 40    | 2     |
| ЦСКА (Москва)    | Премьер-лига     | 2010             | 27        | 0         | 2     | 0     | 10        | 0         | 39    | 0     |
| ЦСКА (Москва)    | Премьер-лига     | 2011/12          | 33        | 0         | 6     | 0     | 10        | 0         | 49    | 0     |
| ЦСКА (Москва)    | Премьер-лига     | 2012/13          | 19        | 1         | 4     | 2     | 0         | 0         | 23    | 3     |
| ЦСКА (Москва)    | Премьер-лига     | 2013/14          | 0         | 0         | 1     | 0     | 0         | 0         | 1     | 0     |
| ЦСКА (Москва)    | Итого            | Итого            | 128       | 6         | 18    | 2     | 35        | 0         | 181   | 8     |
| Краснодар        | Премьер-лига     | 2013/14          | 21        | 4         | 3     | 1     | —         | —         | 24    | 5     |
| Краснодар        | Премьер-лига     | 2014/15          | 21        | 4         | 1     | 0     | 4         | 0         | 26    | 4     |
| Краснодар        | Премьер-лига     | 2015/16          | 29        | 10        | 4     | 1     | 11        | 6         | 44    | 17    |
| Краснодар        | Премьер-лига     | 2016/17          | 12        | 1         | 1     | 0     | 3         | 0         | 16    | 1     |
| Краснодар        | Премьер-лига     | 2017/18          | 19        | 3         | 1     | 1     | 3         | 1         | 23    | 5     |
| Краснодар        | Премьер-лига     | 2018/19          | 10        | 3         | 1     | 0     | 2         | 0         | 13    | 3     |
| Краснодар        | Итого            | Итого            | 112       | 25        | 11    | 3     | 23        | 7         | 146   | 35    |
| Ростов           | Премьер-лига     | 2019/20          | 7         | 2         | 0     | 0     | —         | —         | 7     | 2     |
| Ростов           | Премьер-лига     | 2020/21          | 13        | 2         | 0     | 0     | 0         | 0         | 13    | 2     |
| Ростов           | Премьер-лига     | 2021/22          | 6         | 0         | 0     | 0     | —         | —         | 6     | 0     |
| Ростов           | Итого            | Итого            | 26        | 4         | 0     | 0     | 0         | 0         | 26    | 4     |
| Химки            | Премьер-лига     | 2021/22          | 1         | 0         | 0     | 0     | —         | —         | 1     | 0     |
| Химки            | Итого            | Итого            | 1         | 0         | 0     | 0     | 0         | 0         | 1     | 0     |
| Всего за карьеру | Всего за карьеру | Всего за карьеру | 311       | 38        | 37    | 6     | 58        | 7         | 406   | 51    |

### В сборной
| №  | Дата            | Оппонент    | Счёт | Голы Мамаева | Соревнование              |
| 1  | 17 ноября 2010  | Бельгия     | 0:2  | -            | Товарищеский матч         |
| 2  | 9 февраля 2011  | Иран        | 0:1  | -            | Товарищеский матч         |
| 3  | 15 октября 2013 | Азербайджан | 1:1  | -            | Отборочный турнир ЧМ-2014 |
| 4  | 8 сентября 2015 | Лихтенштейн | 7:0  | -            | Отборочный турнир ЧЕ-2016 |
| 5  | 9 октября 2015  | Молдавия    | 2:1  | -            | Отборочный турнир ЧЕ-2016 |
| 6  | 12 октября 2015 | Черногория  | 2:0  | -            | Отборочный турнир ЧЕ-2016 |
| 7  | 14 ноября 2015  | Португалия  | 1:0  | -            | Товарищеский матч         |
| 8  | 17 ноября 2015  | Хорватия    | 1:3  | -            | Товарищеский матч         |
| 9  | 26 марта 2016   | Литва       | 3:0  | -            | Товарищеский матч         |
| 10 | 29 марта 2016   | Франция     | 2:4  | -            | Товарищеский матч         |
| 11 | 1 июня 2016     | Чехия       | 1:2  | -            | Товарищеский матч         |
| 12 | 5 июня 2016     | Сербия      | 1:1  | -            | Товарищеский матч         |
| 13 | 11 июня 2016    | Англия      | 1:1  | -            | Финальные матчи ЧЕ-2016   |
| 14 | 15 июня 2016    | Словакия    | 1:2  | -            | Финальные матчи ЧЕ-2016   |
| 15 | 20 июня 2016    | Уэльс       | 0:3  | -            | Финальные матчи ЧЕ-2016   |

Итого: 15 матчей / 0 голов; 5 побед, 3 ничьи, 7 поражений.

## Достижения

### Командные
ЦСКА
- Чемпион России: 2012/13.
- Серебряный призёр чемпионата России (2): 2008, 2010.
- Бронзовый призёр чемпионата России (2): 2007, 2011/12.
- Обладатель Кубка России (3): 2008/09, 2010/11, 2012/13.
- Обладатель Суперкубка России (2): 2009, 2013.

«Краснодар»
- Бронзовый призёр чемпионата России (2): 2014/15, 2018/19

### Личные
- В списках 33 лучших футболистов чемпионата России (3): № 3 (2010), № 2 (2014/2015), № 1 (2015/2016).
- Лауреат премии «Первая пятёрка» (3-е место): 2008[27].

## Личная жизнь
До 2013 года Мамаев несколько лет находился в гражданском браке с Юлией Евтух. Долгое время была информация, что у них есть дочь Евгения. Однако в интервью журналу «Караван историй» Евтух это опровергла.
С 2013 года был женат на осетинке Алане Мамаевой (в девичестве — Хубецова), бывшей модели. Дочь Алиса.
Мамаев имеет татуировки, на спине — два дракона, номер 17 римскими цифрами (его дата рождения) и надпись на английском — «Забудь прошлое. Не думай о будущем. Живи настоящим». Алана Мамаева поместила на спине аналогичные слова и изображение лошади. Мамаев полностью забил татуировками также обе руки. В марте 2021 года Алана Мамаева обвинила мужа в измене и объявила о разводе.
25 декабря 2021 года Мамаев сделал предложение ведущей шоу на YouTube «Точки NadИ» Надежде Санько. В январе 2022 года они поженились. 17 июня того же года у пары родился сын Тимофей.

## Скандалы

### Конфликты в сборной и клубах
В 2013 году долгое время обсуждался уход Павла Мамаева из ЦСКА, якобы сопровождающийся конфликтом с главным тренером Леонидом Слуцким. Мамаев в интервью отметил, что у них с тренером действительно есть проблемы в общении, но призвал не раздувать их до масштаба конфликта.
В 2016 году Мамаев снова встретился со Слуцким, только уже в составе национальной сборной. На последнем групповом матче с Уэльсом Павел появился на поле с рассечённой бровью. По официальной версии, Мамаев рассёк бровь во время занятий в тренажерном зале. Но этим объяснениям ни зрители, ни журналисты не поверили. Сразу поползли слухи, что это произошло из-за конфликта с тренером. После проигранного словакам (1:2) матча второго тура группового этапа Евро-2016 Мамаев зашёл в раздевалку и принялся вслух возмущаться тем, что Леонид Слуцкий выпустил его только во втором тайме, поставив в стартовый состав «это г-но» (указав при этом на Романа Нойштедтера). Присутствовавший при этом тренер сдержал свои эмоции, предложив полузащитнику успокоиться и извиниться перед всеми футболистами. Однако Мамаев этого не сделал и на следующий день продолжил открытую конфронтацию с наставником. Как утверждал свидетель конфликта, Мамаев продолжил обструкцию тренера на плановой тренировке в тренажерном зале, за что получил удар в глаз от партнёра по команде Романа Широкова. Однако позже Денис Глушаков рассказал, что конфликт с Широковым был у него. По словам Глушакова, он хотел ударить Широкова, но кто-то из партнёров по сборной, желая остановить конфликт, слегка подтолкнул его, и удар случайно достался Мамаеву.
Как бы то ни было, в итоге Павел получил место в стартовом составе на следующей игре с Уэльсом (0:3), где проявить себя не сумел.
В начале июля 2016 года большой резонанс в СМИ получило видео шумной вечеринки с шампанским и кальяном в ночном клубе Twiga в Монте-Карло, в которой принимал участие Мамаев. Руководство ФК «Краснодар» сочло такое поведение «возмутительным и недопустимым» и 5 июля Мамаев был переведён в состав «Краснодара-2».

### Уголовное преследование

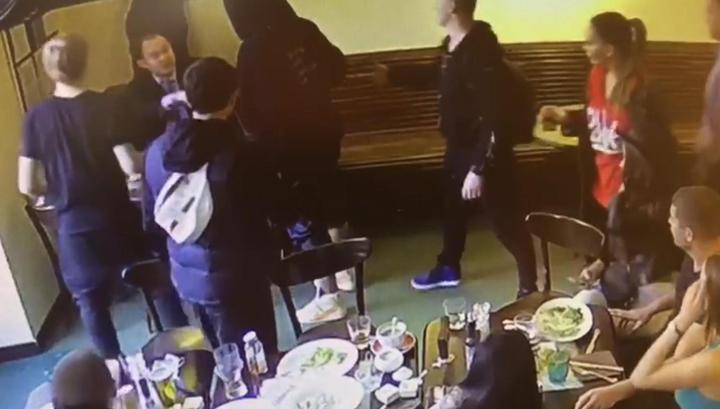
Кадры драки Мамаева и Кокорина с чиновниками Минпромторга

8 октября 2018 года вместе с нападающим «Зенита» Александром Кокориным стал участником избиения чиновника Минпромторга России Дениса Пака в одном из кафе Москвы, а за несколько часов до этого — гражданина Белоруссии Виталия Соловчука, персонального водителя сотрудницы «Первого канала» Ольги Ушаковой. По обоим эпизодам полиция завела уголовное дело по статье 116 УК РФ «побои». На следующий день пресс-служба ФК «Краснодар» опубликовала заявление о желании расторгнуть контракт с игроком, обещая применить все возможные дисциплинарные санкции, предусмотренные контрактом. По фактам избиений было возбуждено уголовное дело, Мамаев с Кокориным были вызваны на допрос в полицию. 10 октября 2018 года МВД России переквалифицировало статью «побои» в отношении Мамаева на статью 213 УК РФ «хулиганство». 23 июня 2021 года суд обязал Мамаева выплатить 50 000 рублей избитому водителю Виталию Соловчуку в качестве компенсации морального вреда.
11 октября 2018 года Тверским районным судом Москвы Павел Мамаев арестован на 2 месяца и отправлен в СИЗО Бутырской тюрьмы. 16 октября ему были предъявлены обвинения по статье 116 УК РФ «побои». 18 октября были предъявлены обвинения по статье 213 УК РФ «Хулиганство».
15 ноября 2018 Главным следственным управлением ГУ МВД России после вмешательства прокуратуры Москвы, выявившей нарушения законодательства при первоначальном предъявлении обвинений изменило обвинения. Одновременно защита Мамаева подала ходатайство в суд об изменении ему меры пресечения на освобождение под залог.
14 февраля 2019 года сыграл матч в стенах СИЗО «Бутырка». Провёл по тайму за обе команды, забил 7 мячей. Итоговый счёт 8:7.
8 мая 2019 года стало известно, что Пресненский районный суд города Москвы приговорил футболиста Павла Мамаева к одному году и пяти месяцам лишения свободы с отбыванием наказания в колонии общего режима.
4 июля 2019 года был этапирован в колонию Белгородской области. 17 сентября 2019 года был освобождён по УДО из колонии общего режима.